# Джон Бароу (физик)
Вижте пояснителната страница за други личности с името Джон Бароу.
Джон Дейвид Бароу (на английски: John David Barrow) е английски физик, математик и популяризатор на науката, работил главно в областта на теоретичната физика и космологията.

## Биография
Роден е на 29 ноември 1952 г. в Лондон, Великобритания. През 1974 завършва математика и физика в Дърамския университет, а през 1977 защитава докторат по астрофизика в Оксфордския университет. От 1981 г. работи в Съсекския университет, а от 1999 г. – в Кеймбридж.
Отчетливото формулиране на антропния принцип, на което е посветена издадената в съавторство с Франк Типлър книга, прави името на Джон Бароу особено популярно в последното десетилетие на 20 век.
През 2006 г. Бароу печели наградата „Темпълтън“ (за изключителни постижения в областта на религията и науката). Изследването на връзката между живота и вселената, което е една от основните теми в трудовете на Бароу, поставя началото на нови перспективи по отношение на взаимовръзката между наука и религия.

## Книги
На английски
1. Cosmic Imagery: Key Images in the History of Science. ISBN 978-0-224-07523-7
2. New Theories of Everything. ISBN 978-0-19-280721-2
3. Between Inner Space and Outer Space: Essays on the Science, Art, and Philosophy of the Origin of the Universe
4. Impossibility: Limits of Science and the Science of Limits. ISBN 0-09-977211-6
5. Material Content of the Universe
6. Pi in the Sky: Counting, Thinking, and Being
7. Science and Ultimate Reality: Quantum Theory, Cosmology and Complexity
8. The Anthropic Cosmological Principle[2] в съавторство с Frank J. Tipler, предговор от John A. Wheeler. Oxford: Oxford University Press. ISBN 978-0-19-282147-8. LC 87 – 28148.
9. The Artful Universe: The Cosmic Source of Human Creativity
10. The Book of Nothing: Vacuums, Voids, and the Latest Ideas about the Origins of the Universe
11. The Infinite Book: A Short Guide to the Boundless, Timeless and Endless
12. The Left Hand of Creation: The Origin and Evolution of the Expanding Universe
13. The Origin of the Universe: To the Edge of Space and Time
14. The Universe That Discovered Itself
15. The World Within the World
16. Theories of Everything: The Quest for Ultimate Explanation
17. The Constants of Nature: The Numbers that Encode the Deepest Secrets of the Universe
18. 100 Essential Things You Didn't Know You Didn't Know

На български
1. От алфа до омега: Физическите константи в природата, превод Иван Златарски, С., Бард, 2008, ISBN 978-954-585-891-8

На други езици
1. ((it)) Perché il Mondo è Matematico?